# Forêt domaniale du Plomb du Cantal
La forêt domaniale du Plomb du Cantal est une forêt française située dans le Cantal, en Auvergne sur le domaine skiable de la station du Lioran. Elle s'étend sur 30 hectares sur la commune de Laveissière. Elle fait partie de la forêt du Lioran.

## Situation géographique
Située dans le département du Cantal, elle couvre le petit vallon du Remberter se jetant dans la vallée de l'Alagnon.

### Topographie
Située en zone de moyenne montagne de 1240 à 1 480 mètres d'altitude, la forêt est dominée par plusieurs sommets formant le volcan du Cantal : le puy du Rocher (1 813 mètres), le Plomb du Cantal (1 855 mètres) et le rocher du Cerf (1 464 mètres).

### Climat
Le climat est de type montagnard avec des précipitations importantes.
L'hiver, le climat est très rude et les chutes de neige sont abondantes, si bien que cette saison dure de novembre à avril et que certains névés peuvent subsister sur les hauteurs de la forêt jusqu'en juillet, voire, quelques rares années, faire la jonction avec les chutes de neige de l'hiver suivant. Le givre, l'action du vent et le poids de la neige occasionnent de nombreux chablis : arbres renversés ou cassés.

### Sols
Le sol est formé soit d'éboulis de roches andésiques noyés la plupart du temps par une couche de terre humifère, soit par des boues et graviers glaciaires. Cela engendre un sol généralement filtrant, léger, entretenu par une humidité atmosphérique souvent forte.

## La forêt

### Composition
La forêt est principalement constituée de l'association végétale sapin-hêtre, le premier s'élevant jusqu'à 1 400 mètres d'altitude tandis que l'autre pousse jusqu'aux estives.

### Gestion
La forêt est gérée par l'Office national des forêts.

### Faune
La forêt domaniale est particulièrement giboyeuse. On trouve dans ses bois le cerf, la biche et le chevreuil, mais aussi le sanglier, le mouflon, le renard, le blaireau et même le loup.

### Flore et protection
Elle est située dans le Parc des Volcans d'Auvergne et dans la Zone Natura 2000 des Monts du Cantal.